# Leucocrinum
Leucocrinum és un gènere de plantes suculentes que pertany a la família de les Agavàcies amb una única espècie: Leucocrinum montanum Nutt. ex A.Gray.

## Distribució
És una planta perenne nativa d'Amèrica del Nord occidental que arriba als 20 cm d'alçada i que floreix a finals de primavera i a principis de l'estiu.

## Descripció
Les flors són monoiques. A principis de primavera, les flors de color blanc-cerós sorgeixen d'un grup de fulles. Més tard, a l'estiu, la part aèria de la planta desapareix completament de la superfície i es troba subterrània en latència durant la part més calenta de l'any. A diferència de la majoria dels lliris, L. montanum té arrels com un dit en lloc d'un bulb.